# Sveti Gregor
Sveti Gregor – wieś w Słowenii, w gminie Ribnica. W 2018 roku liczyła 65 mieszkańców.